# 卢卡斯·福斯
卢卡斯·福斯，（英語：Lukas Foss，1922年8月15日—2009年2月1日），德裔美国作曲家、钢琴家、指挥家。出生于德国柏林一个犹太人家庭，原姓富克斯（Fuchs），后来移居法国，1937年定居美国，在柯蒂斯音乐学院学习音乐，与伦纳德·伯恩斯坦是同学及终生好友。后又师从欣德米特。1953年起在加州大学洛杉矶分校任教，后曾在多所学校教书。作为指挥家，福斯曾担任美国多个乐团的指挥或音乐总监。2009年在纽约曼哈顿去世。
福斯的音乐风格融合多种元素，但基本上是有调性的。著名作品包括声乐套曲《时间周期》、大合唱《大草原》（歌词出自卡尔·桑德堡作品）《死神的寓言》（歌词出自里尔克作品）、歌剧《卡拉维拉斯县的跳蛙》（根据马克·吐温小说《卡拉维拉县驰名的跳蛙》改编）、吉他协奏曲《美国风景》、管弦乐曲《巴洛克变奏曲》等。